# Radio Blau
Radio Blau ist ein nichtkommerzielles und Freies Radio für die Region Leipzig. Radio Blau ist ein unabhängiges 24-Stundenprogramm, das von Bürgern gestaltet wird. Die Sendezeit ist derzeit 49 Stunden pro Woche auf UKW und unterbrechungsfrei im Livestream.
Träger von Radio Blau ist der Radio-Verein Leipzig. Die Kinder- und Jugendsendungen werden vom Verein Hörfunk- und Projektwerkstatt Leipzig produziert.
Prinzipien der Vereinsarbeit ebenso wie des Radiosenders sind Basisdemokratie, Zugangsoffenheit, Vielfalt und kreative Freiheit in der Sendungsgestaltung. Über das Programm entscheiden die Sendungsmacher und Vereinsmitglieder gemeinsam. Jegliche diskriminierende Inhalte sind im Programm unerwünscht. Außerdem bietet der Verein regelmäßig Medienbildungs-Projekte für Erwachsene an.
Radio Blau sendet vornehmlich eigene Produktionen. Über das Audioportal des Bundesverband Freier Radios besteht ein Programmaustausch mit anderen freien Radios in ganz Deutschland. Vor allem die Nähe zu Radio Corax in Halle führt zu Kooperationen beidseitig der Landesgrenzen.
Radio Blau finanziert sich, wie die meisten der mittlerweile fast 30 freien Radios im deutschsprachigen Raum, im Wesentlichen durch Mitglieder. Außerdem wird der Verein zum Teil durch öffentliche Mittel gefördert.

## Programm
Radio Blau ist eine Plattform für über 150 Sendungsmacher und ihre Interview- und Musikgäste aus Leipzig und der Region. Vom klassischen Magazin bis zum Klangkunstexperiment ist eine Großzahl von Sendungsarten vertreten, ergänzt durch neu entwickelte Ideen. Ein Großteil der Sendungen wird von sogenannten festen Sendungsmachenden realisiert. Für flexible Sendeplätze sind monatlich im Programmschema freie Sendeplätze reserviert. Von Montag bis Freitag gibt es das tägliche Magazin „Aktuell“ mit Nachrichten und Beiträgen aus und über die Stadt. Radiohörer jeden Alters sind eingeladen, sich im Programm ehrenamtlich einzubringen und Talente zu entdecken.
Die Radiomacher bringen Erfahrungen aus verschiedensten Bildungswegen, Berufsfeldern, (Sub-)Kulturen, sozialen Schichten und Sprachen ein. Entsprechend breit gefächert sind Musik und Moderationen der Magazinsendungen, Comedy, Journalismus, Feature, musikalische Formate oder eine thematische Stunde.
Zu den Schwerpunkten gehört lokale Identität, dem eigenen Lebensumfeld. Bei Radio Blau laufen bisher Sendungen auf Italienisch, Arabisch, Englisch und Spanisch. Sendeplätze für Nischenthemen gibt es für People of Color, Menschen mit Behinderungen oder non-binären Geschlechtsidentitäten.

## Empfang
UKW und DABAusgestrahlt wird das Programm wochentags von 18 bis 23 Uhr und am Wochenende von 12 bis 24 Uhr in Leipzig auf den Frequenzen des Mantelanbieters apollo radio, 99,2 MHz (Connewitz), 89,2 MHz (Reudnitz) und 94,4 MHz (Stahmeln).
Seit 1. November 2021 ist das Programm über DAB+ Leipzig auf dem Kanal 6C zu empfangen.
LivestreamParallel zum terrestrischen Empfang sowie in den Sendepausen des Antennenempfangs kann das Programm von Radio Blau seit 2006 rund um die Uhr im Internet per Livestream empfangen werden. Ausgewählte Sendungen des Programms können sieben Tage lang in der Mediathek auf der Website des Senders nachgehört werden. Ausgewählte Beiträge werden dauerhaft auf der Austauschplattform des Bundesverbands der Freien Radios (BFR) zum Download angeboten und gleichzeitig archiviert.

## Bekannte Radiosendungen
- Aktuell (täglich wochentags 19–20 Uhr)
- Filmriss – das Kinomagazin
- Zwischenraum – die Sendung des Verbands binationaler Familien und Partnerschaften
- Tipkin – die Sendung für Queer Politics, Popfeminismus und Alltagsschrott
- Mrs Pepsteins Welt
- Kanak Attak
- Pomba Gira
- Radio 50+
- Jung&Blau
- Radio Inklusiv
- StuRadio
- Grünau auf Blau
- #kulturrelevant
- Skulptur Kaputt – die anarchäologische Sendung
- Die 10. Kunst – Computerspiel-Diskurse
- Ding Dong
- 45minutes – Indie-Pop
- Nightfall – Metal
- Music of Color Morning Show
- The Love Hour with Jacqueline Boom-Boom
- Zonic Radio Show
- Future Classics
- Subscience
- Extrablau – Neuvorstellungen und Konzerttipps
- Dubnight Radioshow
- Downtownlyrics
- Phoenix
- Stammtisch von Herrn Krause seiner Frau
- Kurt Reith Radioshow
- Italorama
- no eXotik! no turistiK!
- Echo Leipzig
- Reasonably Unhinged